# Aleksandr Protjorov (fotbollsspelare)
Aleksandr Protjorov, född den 18 juni 1946 i Brest, Vitryssland, död 7 januari 2005 i Moskva, var en sovjetisk fotbollsspelare som tog OS-brons i fotbollsturneringen vid de olympiska sommarspelen 1976 i Montréal.